# زوسترا ژاپنی
زوسترا ژاپنی (نام علمی: Zostera japonica) نام یک گونه از سرده نواری است.